# Bakverk 80
Bakverk 80 (travesti på Stålverk 80) är ett album av de tre svenska punkbanden KSMB, Travolta Kids och Incest Brothers. Albumet släpptes november 1979 och innehåller 20 låtar. KSMB står för 7 låtar på albumet, likaså Travolta Kids. Incest Brothers står för 6 låtar.

## Låtlista
1. KSMB - Bohman
2. KSMB - ABAB
3. KSMB - Hårding
4. KSMB - Militärlåten
5. KSMB - Förortsbarn
6. KSMB - Jag vill dö
7. KSMB - MUF
8. Travolta Kids - Sune
9. Travolta Kids - Tryck på knappen
10. Travolta Kids - Tunnbrödsrulle
11. Travolta Kids - Nick Carter
12. Travolta Kids - Bli polis
13. Travolta Kids - Bill å Bull
14. Travolta Kids - Titta på den här
15. Incest Brothers - Lördagspunk
16. Incest Brothers - Discofnask
17. Incest Brothers - Oskyldig
18. Incest Brothers - Pubertetsproblem
19. Incest Brothers - Svensson
20. Incest Brothers - Arbetslös

## Källhänvisningar
1. ↑  "KSMB – fakta om punkgruppen". Pnkmusik.nu. Läst 25 januari 2015.